# (34738) Hulbert
(34738) Hulbert est un astéroïde de la ceinture principale.

## Description
(34738) Hulbert est un astéroïde de la ceinture principale. Il fut découvert le 20 août 2001 à Terre Haute par Chris Wolfe. Il présente une orbite caractérisée par un demi-grand axe de 2,17 UA, une excentricité de 0,16 et une inclinaison de 1,2° par rapport à l'écliptique.

## Compléments